# Cyrtopodium podophyllum
Cyrtopodium polyphyllum é uma espécie de orquídea terrestre rupícola com habitat com populações que se distribuem ao longo de quase todo litoral brasileiro mas podendo também ser encontrado na Amazônia brasileira. Ela também é conhecida na comunidade cientifica como Cyrtopodium Paranaense Schltr, mas popularmente também é chamada de Sumaré e de Cola de Sapateiro. 
Apesar de seu hábito predominantemente terrestre nas areias,  a espécie pode também apresentar hábito rupícola nas encostas litorâneas de baixa altitude e mesmo distante do litoral. Possui pseudobulbos fusiformes, acentuadamente alongado de 20 a 100 cm de altura inflorescência paniculada de 60 de até mais de 100 cm de altura; sua flores variam consideravelmente de tamanho, 2,5 a 3,3 cm de diâmetro sendo que nas populações do sul do Brasil é aonde se encontram as menores flores; exibem colorido amarelo claro com nuances esverdeadas, mas com o labelo amarelo vivo; o calo é formado por diminutas granulações (calosidade granular) tingidas de vermelho-alaranjado.